# Bambusa barpatharica
Bambusa barpatharica är en gräsart som beskrevs av Borthakur och Barooah. Bambusa barpatharica ingår i släktet Bambusa och familjen gräs. Inga underarter finns listade i Catalogue of Life.